# Жиляєв Ігор Борисович
Ігор Борисович Жиляєв (нар. 15 листопада 1949, Київ, УРСР) — український науковець, доктор економічних наук, заслужений працівник освіти України (з 2009).

## Життєпис
1974 — закінчив Челябінський державний педагогічний інститут ім. О. М. Горького (Челябінськ, РРФСР) за спеціальнстю «Фізика».
1977—1986 — різні посади державного службовця Міністерства вищої і середньої спеціальної освіти Української РСР
1982—1986 — навчався в аспірантурі Київського інституту народного господарства ім. Д. Коротченка (Київ, УРСР).
1986—1996 — різні посади наукового працівника в науково-дослідних інститутах Національної академії наук України
1996—2011 — заступник завідувача секретаріатом Комітету Верховної Ради України з питань науки і освіти, м. Київ, Україна.
2011—2015 — заступник начальника Науково-дослідної частини, професор Національного технічного університету України «Київський політехнічний інститут».
2019;— Завідувач відділу економіки вищої освіти Інституту вищої освіти НАПН України
У 1986 році брав участь у ліквідації наслідків аварії на Чорнобильській атомній станції.

## Наукова діяльність
У 1988 році захистив дисертацію кандидата економічних наук «Проблемно-ориентированный анализ и прогнозирование научно-кадрового потенциала» в Центрі досліджень науково-технічного потенціалу та історії науки Академії наук Української РСР на тему за спеціальності 08.00.26 «Экономика, планирование и организация управления научно-техническим прогрессом» (диплом ЭК № 028229). Центр досліджень науково-технічного потенціалу та історії науки Академії наук Української РСР, м. Київ, Україна
У 2007 захистив дисертацію доктора економічних наук «Регіональні трансформаційні соціально-економічні системи в умовах платіжної кризи» в Харківській національній академії міського господарства МОН України за спеціальності 08.00.05 — розвиток продуктивних сил і регіональна економіка (диплом ДД № 006450). Харківська національна академія міського господарства Міністерства освіти і науки України, м. Харків, Україна.
У 2009 отримав вчене звання старшого наукового співробітника у Науково-дослідному центрі правової інформатики Національної академії правових наук України за спеціальності 12.00.07 — теорія управління; адміністративне право і процес; фінансове право; інформаційне право (АС № 007145).
Наукові інтереси: перехідна економіка, інформаційне суспільство, державне управління — право, економіка, організація та управління (прогнозування та планування) суспільного сектора економіки: освіта, наука і інновації.

## Вибрані праці
Автор та співавтор понад 290 наукових праць.
- Добров Г. М., Малицкий Б. А., Жиляев И. Б. и др. Методические рекомендации по проблемно-ориентированному планированию кадрового обеспечения приоритетных направлений Комплексной программы научно-технического прогресса стран-членов СЭВ до 2000 г. — Киев, ЦИПИН АН УССР, 1987. — 47 с.

- Жиляев И. Б., Щур А. В. Первые шаги в бизнесе. Научно-практическое пособие. — Киев, «Либра», 1994. — 72 с. ISBN 5-7707-7190-9

- J. Klochko, A. Savellev, N. Isakova, V. Negodenko, I. Zhilayev, A. Shohur. Report on the Ukrainian National Study on Intellectual Migration // Brain Drain Issues in Europe: Cases of Russia and Ukraine. Tecnhical Report № 18. UNESCO Regional Office for Science and Technology for Europe (ROSTE). 1994. — P. 145—210. http://unesdoc.unesco.org/images/0010/001002/100250EB.pdf [Архівовано 7 квітня 2017 у Wayback Machine.]

- Жиляєв І., Ісакова Н., Клочко Ю., Шандрук О. І., Щур О. Ваш діловий партнер — Канада. Довідник. — Київ, Дослідницький центр сприяння розвитку малого бізнесу «Венчур», 1996. — 37 с.

- Zhyliaev I. Surrogate money in the Ukrainian economy: the scale and the dynamics // Ukrainian Economic Trends. Ukrainian-European Policy and Legal Advice Center. Quarterly Issue March 1999. P. 50 — 55.

- Zhylyaev I. Demonetization of Ukraine's Economy and New Economics Policy Design // Ukraine through Transition / Challenges and Strategies, Ukrainian-Polish-American Macroeconomic Policy Workshop on Fiscal Policy in a Transition Economy, Pultusk and Warsaw, December 6-13, 1998. Kyiv, Altapres in co-operation with HIID, 2000, p. 165—172.

- Zhyliaev I. The concept of wages in the contest of Ukrainian economic reforms // Ukrainian Economic Trends. Ukrainian-European Policy and Legal Advice Center. Quarterly Issue March 2000. P. 42 — 47.

- I. Zhylyaev, J. Szyrmer. Cyclical Dynamics of the Demonetized Sector // Ukraine: Monetizing a Transition Economy. Ed. J. Szyrmer. Harvard/CASE Ukraine Proekt. Kyiv. Altapress. 2001. — P. 82-104. http://www.cisp.org.ua/cisp/cisp_uk.nsf/1a72f110090f514cc22568d600374887/cf05c4d4c35f7954c225754a0065fe7e?OpenDocument [Архівовано 20 січня 2021 у Wayback Machine.]

- Ukraine: The Financial Sector and the Economy. The New Policy Agenda. Alan Roe (Team Leader and Editor), Katalin Forgacs, Andriy Olenchyk, Stephen Peachey, Angela Prigozhina, Yuri Vlasenco, Ihor Zhyliaev. The World Bank. 2001. — 120 p. ISBN 966-514-034-5. http://documents.worldbank.org/curated/en/402851468309272239/pdf/624800PUB0UKRA00Box0361484B0PUBLIC0.pdf [Архівовано 7 квітня 2017 у Wayback Machine.]

- Україна: Фінансовий сектор та економіка. Нові стратегічні завдання. Алан Роу (керівник колективу авторів і редактор), Юрій Власенко, Ігор Жиляєв, Андрій Оленчик, Стівен Печі, Анжела Пригожина, Каталін Форгаш. Світовий банк. 2001. 120 с. ISBN 966-514035-3. http://siteresources.worldbank.org/INTUKRAINEINUKRAINIAN/147271-1090234722397/20227597/4.FinancialSectorandtheEconomy_ukr.pdf [Архівовано 7 квітня 2017 у Wayback Machine.]

- Журавський В. С., Родіонов М. К., Жиляєв І. Б. Україна на шляху до інформаційного суспільства. К.: ІВЦ "Видавництво «Політехніка», 2004. — 484 с.

- Розвиток інформаційного суспільства в Україні: Правове регулювання у сфері інформаційних відносин / Михайло Захарович Згуровський, Михайло Кузьмич Родіонов, Ігор Борисович Жиляєв. — К.: НТТУ «КПІ», 2006. — 542 с.

- Жиляєв І. Б. Кризові явища в трансформаційних соціально-економічних системах / Ігор Борисович Жиляєв. — К.: ПП «ППНВ», 2007. — 374 с.

- Система атестації наукових кадрів вищої кваліфікації: Монографія / Сергієнко Валерій Ігорович, Жиляєв Ігор Борисович, Кизим Микола Олександрович, Тищенко Олександр Миколайович. — Х.: ВД «ІНЖЕК», 2008. — 232 с. ISBN 978-966-392-197-6
- Інформаційне право України: теорія і практика: монографія / Ігор Борисович Жиляєв. — К.: Парламентське видавництво, 2009. — 104 с. ISBN 978-966-611-703-1

- Матеріали до розробки концепції Кодексу законів про освіту / Володимир Ковтунець, Лілія Гриневич, Ігор Жиляєв, Світлана Сорокина та ін. — К.: Міжнародний фонд «Відродження», 2010. — 136 с.

- Жиляєв І. Б., Чижевський Б. Г. Словник — довідник основних понять та визначень українського освітнього законодавства / Ігор Борисович Жиляєв, Борис Григорович Чижевський. — К.: Нора-Друк, 2011. — 112 с. ISBN 978-966-2961-64-5

- Електронне урядування. Опорний конспект лекцій / І. Б. Жиляєв, С. В. Дзюба, С. К. Полумієнко, І. А. Рубан, А. І. Семенченко; за ред. А. І. Семенченко. — К. : Національна академія державного управління при Президентові України, 2012. — 264 с. ISBN 978-617-696-098-0

- Електронне урядування: робоча навчальна програма дисципліни «Електронне урядування» для слухачів спеціальності «Управління суспільним розвитком» освітньо-кваліфікаційного рівня 8.150103 магістр / А. І. Семенченко, І. Б. Жиляєв. — К. : Національна академія державного управління при Президентові України, 2012. — 144 с. ISBN 978-617-696-097-3

- Електронне урядування: навч. посіб. / Семенченко, Андрій Іванович; Жиляєв, Ігор Борисович; Дзюба, Сергій Вікторович; Рубан, Ігор Анатолійович; Усаченко, Лариса Михайлівна; Руденко, Ольга Мстиславівна; [за ред. А. І. Семенченка] ; Кабінет Міністрів України, Нац. ун-т біоресурсів і природокористування України, Навч.-наук. ін-т післядиплом. освіти. — Херсон: Грінь Д. С., 2014. — 391 с. — ISBN 978-617-7123-71-1

- Жиляєв І. Б., Ковтунець В. В., Сьомкін М. В. Вища освіта України: стан та проблеми / Ігор Борисович Жиляєв, Володимир Віталійович Ковтунець; Максим Володимирович Сьомкін. — К.: Науково-дослідний інститут інформатики і права Національної академії правових наук України, Інститут вищої освіти Національної академії педагогічних наук України, 2015. — 96 с. ISBN 978-966-7909-71-0. https://web.archive.org/web/20170517031348/http://www.ihed.org.ua/images/biblioteka/HigEducationUA_Zilyaev-Kovtunec-Syomkin_2015_96p.pdf

## Громадська діяльність
- Член Консультативної ради з питань інформатизації при Верховній Раді України (З 1998).
- Член Комітету Інтернет-асоціації України з питань ІКТ в освіті.
- Член Науково-експертної ради Національної комісії, що здійснює державне регулювання у сфері зв'язку та інформатизації (рішення НКРЗІ від 27.12.2012 р. № 689).
- Член Науково-технічної ради Національної програми інформатизації (Наказ Держінформнауки від 08.10.2012 № 181). Позаштатний консультант Комітету Верховної Ради України з питань науки і освіти (з 2013)
- Член редакційних колегій журналів «Стратегія розвитку України» (державна реєстрація видання КВ № 7483 від 25.06.2003), «Правова інформатика» (КВ № 8254 від 22.12.2003).

## Відзнаки
- Грамота Верховної Ради України (2004);
- Нагрудний знак Міністерства освіти і науки України «За наукові досягнення» (2006);
- Почесна грамота Верховної Ради України (2006);
- Заслужений працівник освіти України (2009).